# Anne Veski
Anne Veski (născută Anne Vaarmann; n. 27 februarie 1956, Rapla⁠(d), Rapla maakond, Estonia) este o cântăreață pop estonă și sovietică care a înregistrat muzică atât în limba ei maternă, cât și în rusă.

## Biografie
Anne Veski s-a născut ca Anne Vaarmann în Rapla⁠(d), Republica Sovietică Socialistă Estonă. A absolvit școala de muzică din oraș, după care a studiat la Universitatea de Tehnologie din Tallinn. După terminarea educației, a devenit cântăreață profesionistă și a început să lucreze ca solist cu ansamblurile Mobile și Vitamiin. Primul ei cântec de succes în limba estonă a fost „Roosiaia kuninganna” („Regina grădinii de trandafiri”) în 1980. Alte hituri proeminente ale sale în limba estonă au fost „Troopikaöö” („Noaptea tropicală”) în 1979, „Viimane Vaatus” („Ultimul act”) în 1983 și „Jääd või ei?” („Vei rămâne sau nu?”) în 1986.
După ce a organizat ansamblul Nemo, Veski și-a început cariera solo în 1984. În același an, a participat la Festivalul Internațional de Cântec Sopot din Polonia. În cadrul concursului, a primit Primele Premii la două categorii: Privighetoarea de Chihlimbar pentru cea mai bună interpretare a unui cântec polonez (cu melodia „Polka Idolka”) și Concursul de cântece Intervision pentru piesa „Надежда гаснет” (Speranța se stinge). Primul Premiu Intervision a fost de fapt locul secund, deoarece câștigătoarea Krystyna Giżowska a primit Marele Premiu.
Printre cântecele populare în limba rusă din repertoriul ei se numără „Возьми меня с собой” („Ia-mă cu tine”; 1983), „Милый, горячо любимый” („Iubita mea, iubită”; 1994) și „Радоваться жизни” („Bucură-te de viață”; 2001).
În 1987, Veski a cântat în rockumentarul (film concert) eston Pingul keel (Coarda strânsă) alături de alți cântăreți și muzicieni estoni emarcabili precum Urmas Alender⁠(d), Ivo Linna⁠(d) și Tõnis Mägi⁠(d).
La începutul anilor 1990, Veski și V. Dovganii au organizat o colecție de îmbrăcăminte din blană de vânzare în Tallinn și Moscova.

## Familie
Al doilea soț al ei a fost Benno Beltšikov, care a fost și managerul ei. Benno Beltšikov a murit la 1 mai 2022, la vârsta de 74 de ani. Fiica ei din prima căsătorie este diplomată și a lucrat la Consulatul Estoniei la Moscova. Primul ei soț a fost textierul Jaak Veski (1956–1994), care a murit după divorțul lor.

## Premii și onoruri
- Artistă Emerită al RSS Estonă (1984)
- Ordinul Steaua Albă, clasa a V-a

## Discografie aleasă

### Solo
- Anne Veski (1983)
- Поет Анна Вески (1983) EP
- Позади крутой поворот (1984) EP
- Sind aeda viia tõotan ma! (1985)
- Я обещаю вам сады (1985)
- Радоваться жизни (1986) EP
- Pihtimus (1995)
- Armukarneval (2000)
- Diiva (2000)
- Не грусти, человек (2002)
- Lootus (2003)
- Ни о чем не жалейте (2004)
- Live 2008 (2008)
- Ingleid ei (2009)
- Kõike juhtub / Все бывает (2010)
- Sünnipäev kahele (2011)
- Kallis, kuula (2013)
- Võta minu laul (2016)
- Ma tänan teid : juubelikontserdi live (2016)
- Anne Veski „Veereb, aeg nii veereb” (2018)

### Colaborări
- Anne Veski ja ansambel "Muusik-Seif" (1983), Anne Veski ja Muusik-Seif
- Tänan! (1988), Anne Veski & Nemo
- Kutse tantsule nr. 9: Suvekuningannad (1998), Anne Veski & Marju Länik
- Sünnipäev kahele (2011), Anne Veski & Ain Tammesson